# Gudu

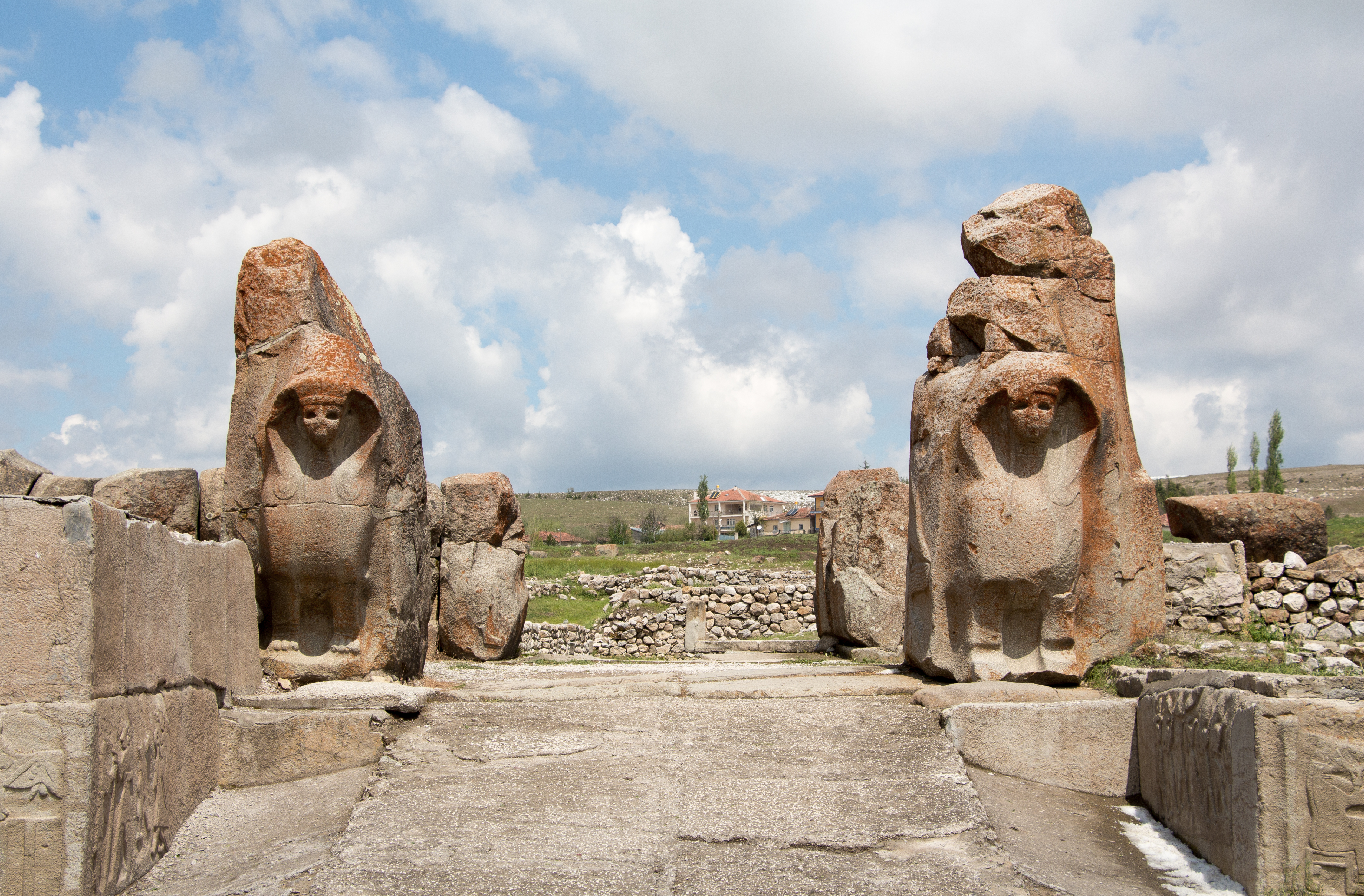
Porta de les esfinxs. Alaca Höyük.

Els sacerdots Gudu eren un grau dins el sacerdoci de la religió hitita. Un altre grau era els sacerdots Sanga; i un tercer les sacerdotesses siwanzanna.